# سوبک‌حتپ سوم
سوبک‌حُتِپ سوم فرعونی در دودمان سیزدهم مصر باستان بود.

## شواهد

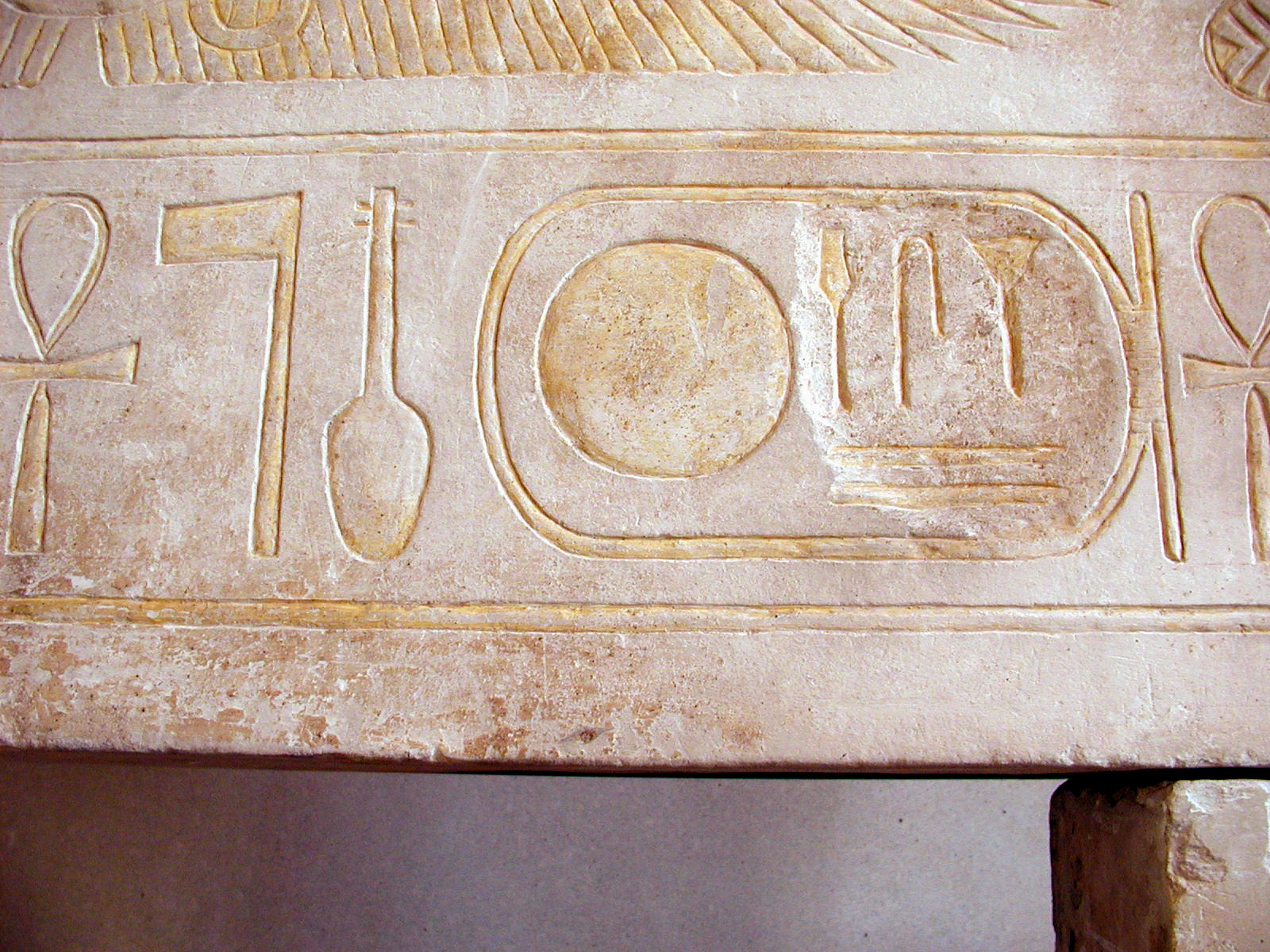
موزه لوور ئی ۱۳۸۹۱ با کارتوش سوبک‌حتپ سوم (غصب شده)

نام سوبک‌حُتِپ سوم بر روی آثار باستانی زیادی دیده می‌شود و این در حالی است که فهرست تورین دوره‌ای تنها ۴ ساله و اندی برای او ذکر می‌کند. او بر دیوارنگاره‌های معبد مونت در المدامود نگاره‌هایی افزود و نیایشگاهی نیز در الکاب ساخت. در جزیره سهل نیز محرابی با نام او پیدا شده‌است.
سوبک‌حُتِپ سوم نخستین شاه از گروهی از فرعون‌های دودمان سیزدهم مصر است که شواهد باستان‌شناسانه زیادی دربارهٔ آن‌ها موجود است. این گروه از شاهان را از روی تعداد بسیار زیادی اشیا باقی مانده از آن دوران می‌شناسیم. آن‌ها مهرها و مقبره‌های بسیاری ساختند که می‌تواند نشان از آن داشته باشد که مصر در آن دوران دوره‌ای از آرامش را سپری می‌کرده.